# István Sándor
István Sándor [íštvan šándor], (sl.: Štefan Šandor); madžarski salezijanec, mučenec in blaženi, * 26. oktober 1914, Szolnok, † 8. junij 1953, Budimpešta.

## Življenjepis

### Mladost
István Sándor se je rodil v prvem letu prve svetovne vojne, dne 26. oktobra 1914 v mestu Szolnok v srednje-vzhodnem delu Madžarske. Oče István Sándor je delal na železnici, mati Mária rojena Fekete pa je kljub revnim razmeram skrbno vzgajala Istvána in pozneje rojena brata Lászla in Jánosa. Štirirazredno osnovno šolo je Sándor obiskoval v Szolnoku od leta 1924 do 1928, srednjo lesno-kovinarsko šolo pa od leta 1928 in 1931 tudi v Szolnoku, kjer se je izučil za železovarilca in bakrolivarja. Nato je nekaj časa delal kot težák in železostrugar. 

### Poklicno delovanje
Na začetku 1936 je odpotoval v Budimpešto, da bi se usposobil za tiskarja v salezijanski tiskarni v bližnjem mestu Rákospalota. Kot aspirant (pripravnik) se je hitro vključil v salezijansko delo z mladino, zlasti z ministranti. Čez pol leta je prosil za vstop v noviciat. Najprej je po nasvetu predstojnikov končal tiskarsko šolo, nato pa začel noviciat v Mezőnyárádu. Ker so ga med tem vpoklicali k vojakom, je moral noviciat začeti še enkrat. Tokrat ga je tudi dokončal in 8. septembra 1940 napravil prve – začasne zaobljube.

## Nevarni časi

### Druga svetovna vojna
Druga svetovna vojna se je že začela, zanj pa tudi obdobje, polno nevarnosti. Leta 1942 so salezijanske sobrate - pomočnike vpoklicali k vojakom, tako tudi njega. Služil je kot zvezist in telegrafist po raznih krajih, med drugim tudi v Vojvodini. Od tam so ga poslali na Donsko fronto, kjer je zaradi hrabrosti prejel tudi odlikovanje. Po tamkajšnjem porazu se je njegova enota začela umikati na zahod, kjer je končno v Nemčiji padel 1944 v ameriško ujetništvo.

### Sovjetska zasedba
Ko se je poleti 1945 srečno vrnil domov, je nadaljeval delo kot tiskar v salezijanski tiskarni. Obenem je napravil v Rákospaloti 24. julija 1946 večne zaobljube. Področje njegovega delovanja je bil Clarisseum, sedež salezijanskega dela v novem delu Budimpešte, ki se imenuje Újpest. Tja so sprejemali šolarje iz najrevnejših delavskih družin, da bi jim nudili znanstveno in versko izobrazbo. 
Spomladi 1950 so oblasti prepovedale delovanje večini ženskih in moških katoliških redov, med njimi tudi salezijancem. Štefan je začel delovati kot mežnar – in še naprej vzgajal mlade v don Boskovem duhu. Srečeval se je z njimi, prirejal izlete in pogovore, ter jih učil verouk. Ko so oblasti deloma izvedele že februarja 1951 za njegovo versko delovanje, so ga začele nadzorovati.  Eden od njegovih dobronamernih zaupnikov ga je o tem obvestil; salezijansko vodstvo mu je zato ponudilo možnost, da se umakne v tujino. S ponarejenim potnim listom se je že bližal zahodni meji, ko se je nenadoma premislil. Odločil se je, da bo raje pretrpel mučeništvo, ko da bi zapustil zaupano mu mladino. 
Vrnil se je v Budimpešto; da bi se izognil zaporu, je začel delati pod izmišljenim imenom Kiss István v tovarni Persil (Persil Művek) ter neprijavljen živel v stanovanju svojega soredovnika. Zaradi vzgojnega dela v tovarni je dobil priznanje ljudskega vzgojitelja.
28. julija 1952 so ga skupaj s tovariši – med njimi so bili tudi ugledni člani Komunistične partije -  zaprli. Tam so ga hudo pretepali, vendar ni hotel nikogar zavestno izdati niti zatajiti krščanske vere. 23. marca 1953 so ga obsodili na temelju izmišljenih obtožb skupaj z dvema tovarišema na smrt – drugi pa so dobili dolgoletne, tudi dosmrtne zaporne kazni. Sojenje je znano pod imenom »obramba partije« (pártőrség pere).

## Smrt  in češčenje
Štefanovo prošnjo za pomilostitev so zavrnili in obsodbo izvršili 8. junija 1953 z obešenjem. Njegovo truplo do vrgli v skupni grob na javnem pokopališču v Rákoskeresztúru na parceli 301. Z DNK-analizo so identificirali njegove posmrtne ostanke in jih odtlej častijo - prvič ob njegovi beatifikaciji 2013 v Budimpešti.
Štefanovo uprizorjeno smrtno obsodbo na montiranem procesu je sodišče v Budimpešti razveljavilo šele leta 1994 in ga rehabilitiralo posmrtno.

### Beatifikacija
Katoliška Cerkev ima Sándorja za mučenca, ker je zaradi vere pretrpel smrt. 24. maja 2006 so začeli škofijski postopek za beatifikacijo in ga dokončali 10. decembra 2007. Vse zbrane dokumente so 2008 poslali v Rim, kjer je nadaljevala postopek Kongregacija za zadeve svetnikov. Papež Frančišek je podpisal 27. marca 2013 odlok o beatifikaciji.
Razglasitev za blaženega je bila 19. oktobra 2013 v Budimpešti. Po papeževem pooblastilu ga je razglasil prefekt kongregacije za zadeve svetnikov kardinal salezijanec Angelo Amato, mašo je pa vodil in pridigal madžarski primas in kardinal Péter Erdő pred baziliko svetega Štefana v Budimpešti. Somaševalo je okrog 40 škofov in 300 duhovnikov; verniki so izpolnili celoten trg pred baziliko, ki sprejme okrog 10.000 ljudi.